# 강동교통
강동교통(江東交通)은 서울특별시의 마을버스 회사이고 본사는 서울특별시 강동구 가래여울길 8 (강일동)에 있다.

## 연혁
- 1990년대 : 승민교통으로 설립
- 2001년 5월 15일 : 사명을 승민교통에서 강동교통으로 변경
- 2002년 5월 15일 : 강동공영차고지 개장에 따라 본사를 강동공영차고지로 이전
- 2019년 7월 19일 : 본사를 현 위치인 서울특별시 강동구 가래여울길 8 (강일동)로 이전.

## 보유노선
- ● 강동02번: 강일동 ↔ 암사동 (구 강동마을 2번)
- ● 강동05번: 강일동 ↔ 천호역 (구 강동마을 2-1번)

## 미운행 노선
- ● 강동03번: 가래여울 ↔ 서원마을 (구 강동마을 2-2번)

## 보유 차량
현대 뉴 슈퍼 에어로시티 F/L,현대 일렉시티 전기버스